# Antoni Konopacki (zm. 1764)
Antoni Konopacki herbu Trzaska (zm. w 1764 roku) – skarbnik przemyski w latach 1752-1764, komornik ziemski przemyski w latach 1741-1747, sędzia kapturowy ziemi przemyskiej w 1764 roku.